# Association Sportive et Culturelle Diaraf
L'Association Sportive et Culturelle Diaraf és un club de futbol Senegalès de la ciutat de Dakar. Disputa els seus partits a l'Stade de Diaraf. De vegades el seu nom és escrit ASC Jaraaf. Fins a l'any 1960 el club s'anomenà Foyer France Sénégal. Els seus colors són el blanc i el verd.

## Jugadors destacats
- André Senghor
- Mamadou Ba
- Khadim Faye
- Pape Magatte Kebe
- Alioune Badara Niakasso
- Oumar Diallo
- Pape Cire Dia
- Omar Traore
- Pape Diop
- Ousmane N'Doye
- Henri Camara
- Fary Faye
- Thierno Youm
- Mame Biram Diouf

## Palmarès
- Lliga senegalesa de futbol:[2]
  - 1968, 1970, 1975, 1976, 1977, 1982, 1989, 1995, 2000, 2004, 2010, 2018
- Copa senegalesa de futbol:[3]
  - 1967, 1968, 1970, 1973, 1975, 1982, 1983, 1985, 1991, 1993, 1994, 1995, 2008, 2009, 2013
- Copa de l'Assemblea Nacional del Senegal:[3]
  - 1987, 1991, 2003
- Copa de l'Àfrica Occidental Francesa:
  - 1948